# Lê Hy Tông
Lê Hy Tông (chữ Hán: 黎熙宗 15 tháng 3 năm 1663 – 3 tháng 4 năm 1716) tên húy là Lê Duy Cáp (黎維祫) hay Lê Duy Hiệp là vị vua thứ 10 của nhà Lê Trung hưng và thứ 21 của nhà Hậu Lê trong lịch sử Việt Nam. Ông được người đời ca ngợi là vị vua anh minh đức độ bậc nhất thời Lê Trung hưng.

## Thân thế
Lê Duy Hiệp là con trai thứ tư của Lê Thần Tông với cung nhân Nguyễn Thị Ngọc Trúc hay Trịnh Thị Ngọc Trúc hay Trịnh Thị Ngọc Tấn, sinh ra sau khi vua cha đã mất (tháng 9 năm 1662) khoảng 5 tháng.
Theo ghi chép của Khâm định Việt sử thông giám cương mục, mẹ ông người xã Đông Khối, huyện Gia Định (tức huyện Gia Bình sau này), không phải tộc thuộc của họ Trịnh ở Sóc Sơn. Trước khi qua đời, Lê Thần Tông dặn Tây vương Trịnh Tạc trông nom giúp đỡ người con sắp ra đời.
Tháng 4 năm 1675, anh Duy Hiệp là Lê Gia Tông qua đời khi mới 14 tuổi không có con nối. Trịnh Tạc lập Duy Hiệp lên làm vua

## Làm vua
Lê Hy Tông lên ngôi từ tháng 6 năm 1675. Lúc này chiến tranh với họ Nguyễn ở miền nam đã chấm dứt, cả hai miền lo củng cố nội trị.
Công việc chính sự triều đình đều do các chúa Trịnh đảm nhận. Chúa Trịnh Tạc và người kế nghiệp sau đó là Trịnh Căn tập trung xây dựng Bắc Hà, dùng nhiều tướng văn võ có năng lực nên tình hình Đàng Ngoài khá ổn định, đời sống xã hội được chấn hưng sau nhiều năm chiến tranh. 
Bộ Đại Việt sử ký toàn thư, công trình sử học của sử gia nhiều đời nhà Hậu Lê, được khắc mộc bản ban hành năm Chính Hòa thứ 18 (1697).
Sau 30 năm làm vua, tháng 3 năm 1705, Lê Hy Tông nhường ngôi cho Thái tử Lê Duy Đường (tức Lê Dụ Tông), rồi lên làm Thái thượng hoàng. Thời kỳ Lê Hy Tông làm vua được đánh giá là thịnh trị nhất thời Lê trung hưng. Sử gọi là Chính Hòa chi trị (正和之治).
Ông qua đời tháng 4 năm 1716, hưởng dương 54 tuổi, được an táng tại Phú Ninh lăng (富寧陵).

## Gia quyến
- Cha: Lê Thần Tông

- Mẹ: Cung nhân Nguyễn Thị Ngọc Tấn.[5] Bà là người làng Đông Côi, xã Gia Đông, phủ Thuận Thành, xứ Kinh Bắc (nay là thôn Đông Côi, xã Gia Đông, huyện Thuận Thành, tỉnh Bắc Ninh).Tương truyền bà là một cô gái rất xinh đẹp, nên khi Thần Tông vừa tuần du đến đây liền cho vời gọi bà đến gặp mặt. Khi trông thấy bà, nhà vua liền ưng ngay và đón vào cung làm phi.

### Hậu phi
| STT | Danh hiệu                  | Tên                           | Sinh mất | Cha | Ghi chú                                                                            |
| --- | -------------------------- | ----------------------------- | -------- | --- | ---------------------------------------------------------------------------------- |
| 1   | Cung Nghi Chương Hoàng hậu | Nguyễn Thị Ngọc Đệ (阮氏玉第) | ? - ?    |     | Bà là sinh mẫu của vua Lê Dụ Tông. Sau này được truy tôn làm Ôn Từ Hoàng thái hậu. |

### Hậu duệ
| STT | Danh hiệu           | Tên                   | Sinh mất  | Mẹ                            | Ghi chú |
| --- | ------------------- | --------------------- | --------- | ----------------------------- | --- |
| 1   | Lê Dụ Tông (黎裕宗) | Lê Duy Đường (黎维禟) | 1679-1731 | Nguyễn Thị Ngọc Đệ (阮氏玉第) | |
| 2   | Kính Dương vương    | Lê Duy Chúc (黎维祝)  | 1681-1739 |                               | Tháng 12 năm 1738, Duy Mật cùng Duy Chúc, Duy Quý định đốt kinh thành để khởi sự, nhưng chưa kịp thi hành thì mưu kế đã bị tiết lộ, ba người lập tức bỏ trốn. Lê Duy Mật và chú Duy Chúc chạy đến Nghi Dương (Kinh Môn, Hải Dương), Duy Quý chạy đến Cẩm Thủy (Quảng Hóa, Thanh Hóa). Ít lâu sau, cả Duy Chúc và Duy Quý đều lâm bệnh nặng và qua đời. |

| STT | Danh hiệu | Tên                       | Sinh mất | Mẹ | Ghi chú                                                        |
| --- | --------- | ------------------------- | -------- | -- | -------------------------------------------------------------- |
| 1   | Công chúa | Lê Thị Ngọc Đô (黎氏玉杜) |          |    | Hạ giá lấy Vị quận công Trịnh Liêu-con trai Thế tử Trịnh Vịnh. |

## Niên hiệu
Đời Hy Tông đặt hai niên hiệu là:
- Vĩnh Trị (1/1676 đến 9/1680)
- Chính Hòa (10/1680 đến 3/1705)